# Sas Elemér

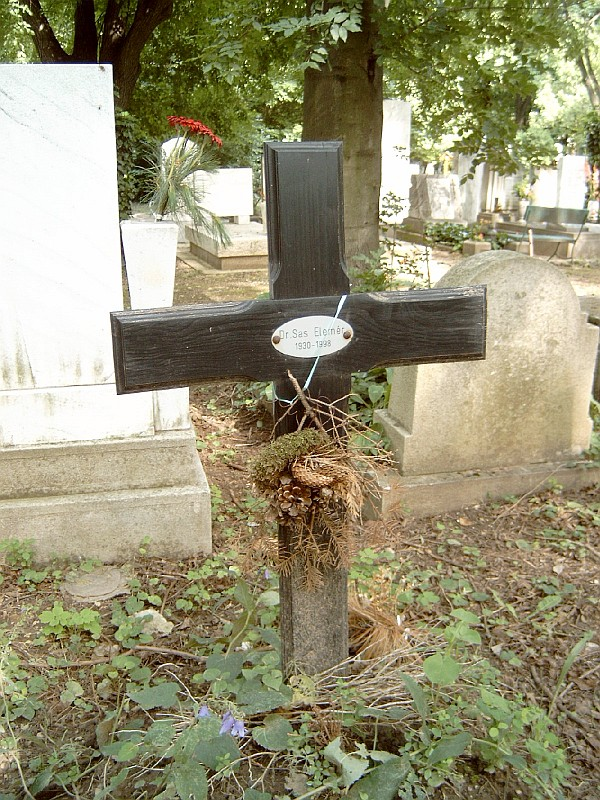
Sas Elemér sírja a Farkasréti temetőben (7/4-1-69)

Sas Elemér (Kaposvár, 1930. július 22. – Budapest, 1998. március 10.) fizikus, tanár, televíziós ismeretterjesztő.

## Élete
1948-ban érettségizett Kaposváron a Somssich Pál gimnáziumban és lett Eötvös kollégistaként a Pázmány Péter, majd az Eötvös Loránd Tudományegyetem hallgatója. Matematika–fizika tanári diplomájának megszerzése után, 1953-tól a Kísérleti Fizikai Intézetben volt Pócza Jenő tanársegédje, majd hamarosan az Atomfizika tanszéken Jánossy Lajos tanszékvezető helyettese. 1963-tól újra a Kísérleti fizika tanszéken vezetett demonstrációs laboratóriumi gyakorlatokat, immár Nagy Elemér és Párkányi László irányításával. Fizikából ledoktorált, az ELTE Természettudományi Kar (ELTE-TTK) egyetemi docense lett.
1961-ben Budapesti TIT Fizikai Szakosztályának vezetőségének tagja lett. Tagja volt a Minisztérium Felsőoktatási Főosztálya mellett működő fizikai szakbizottságnak. A Tanárképző Tanács fizikai szakmódszertani munkaközösségének, melynek titkári feladatait is ellátta. Az Eötvös Loránd Fizikai Társulat középiskolai szakbizottságának. Valamint az ELTE Atomfizikai Tanszékének volt a titkára. 1965-től a Ságvári Endre gyakorlóiskolában is oktatott.
Országosan ismertté a televízióban vált, ahol Öveges József méltó utódaként az Iskola TV-ben és különböző ismeretterjesztő műsorokban szerepelt. Szép beszéde, kellemes, bársonyos hangja sok nézőt vonzott a tudomány csodálóinak táborába. A Mindenki iskolájában Antal Imrével együtt szerepelt, az Irány az egyetem! sorozatban Déri János volt a partnere. Kérdezőként működött közre Kardos Istvánnak a magyar tudósokról készített sorozatában, valamint a Ki miben tudós és az Oldjuk meg! című tévéadásokban. Beszélgetések a fizikáról c. könyve 1975-ben került az olvasókhoz. Szenvedélyes kísérletező volt, néhány kiváló ötletét a videó- és a filmszalag őrizte meg az utókor számára.

## Díjai, elismerései
- A Magyar Rádió és Televízió nívódíja (1964, 1970)[4][5]
- Az oktatásügy kiváló dolgozója (1972)[6]
- Munka Érdemrend bronz fokozat (1972)[7]
- A fizikai gondolkodás fejlesztéséért érem (Prométheusz-érem) (1977)[8]
- SZOT-díj (1981)[9]
- Bugát Pál-emlékérem (1987)[10]
- Pro Universitate (ELTE) (1990)[11]
- 1994-ben a Magyar Köztársasági Érdemrend Tisztikeresztje (polgári tagozat) kitüntetést kapta több évtizedes tudományos és oktató-nevelő munkássága elismeréseként.[12]

## Művei

### Könyvek
- Beszélgetések a fizikáról (Minerva, Budapest, 1975) ISBN 9632230566
- Mindenki fizikája (Aranyhal Könyvkiadó, Budapest) ISBN 9639268267
- Elektromosság – Mágnesesség (társszerző: Skrapits Lajos)

### Cikkek (válogatás)
- Módszertani kérdések az egyetemi oktatásban (Fizikai Szemle, 1968/11. 347. oldal) Online elérhetőség Archiválva 2017. április 9-i dátummal a Wayback Machine-ben
- Atommodellek mai szemmel (Fizikai Szemle, 1969/4. 114. oldal) Online elérhetőség Archiválva 2017. április 9-i dátummal a Wayback Machine-ben
- Csekő tanár úr köszöntése (Fizikai Szemle, 1992/5. 191. oldal) Online elérhetőség Archiválva 2016. augusztus 5-i dátummal a Wayback Machine-ben

## Emlékezete
- Az ELTE TTK-n előadóterem viseli a nevét.[13]
- Fizikaversenyt neveztek el róla.[14]
- 2021 óta nevét őrzi a 2010-ben felfedezett 579513 Saselemér kisbolygó.[15]
- 2025 óta nevét viseli az 580311 Saselemér kisbolygó is.[16]